# Сулунг
Сулунг (англосакс.: sulung) — единица величины земельного участка в Кенте в англосаксонский период. Кентский сулунг представлял собой аналог гайды, используемой на остальной территории Англии до нормандского завоевания. Однако, если гайда отражала размер обрабатываемого земельного участка, достаточного для содержания одной семьи крестьянина, то величина сулунга определялась иным образом. Один сулунг соответствовал площади земельного участка, обрабатываемого одним тяжёлым плугом с упряжкой из восьми волов. Название «сулунг» происходит от англосаксонского sulh, означающего «плуг».
По своему размеру сулунг был значительно больше средней площади гайды. Исходя из текста Книги страшного суда 1086 г., современные исследователи определяют реальный размер сулунга в 200-240 акров. Поскольку первоначально сулунг представлял собой земельное владение одного свободного земледельца или одной семьи, то очевидно, что экономическое положение кентских крестьян в ранний период существования англосаксонских королевств, было значительно более благоприятным, чем в других частях Англии. В отличие от гайды, кентский сулунг соответствовал компактному земельному участку с чётко выраженными границами и, зачастую, с собственным названием надела.
Как и гайда, сулунг нёс также фискально-административную функцию, которая с течением времени стала определяющей. Государственные, а позднее феодальные, обязанности крестьян определялись из расчёта принадлежащих им сулунгов или их частей. По сулунгам в Кенте оценивалась величина продуктовой ренты королю, объём военных обязанностей и сумма уплачиваемых датских денег. Архаичная форма сулунга как единицы налогообложения в Кенте сохранялась некоторое время и после нормандского завоевания.

## Внешние ссылки
- Сулунг на сайте www.sizes.com
- Сулунг в англосаксонских грамотах